# Arenicolides
Arenicolides – rodzaj wieloszczetów z rzędu Capitellida i rodziny Arenicolidae.

## Morfologia
Ciało grube, podzielone na 2 części: przedskrzelową (prebranchial), skrzelową (branchial) – brak pozbawionej szczecinek części ogonowej (caudal). skrzela (branchiae) obecne od 12-17 uszczecinionego segmentu do końca ciała. Wszystkie neuropodia zbliżone do siebie środkowo-brzusznie.

## Taksonomia
Rodzaj został opisany w 1898 roku przez Félixa Étienne Pierre'a Mesnila. Gatunkiem typowym jest Arenicola ecaudata.
Do rodzaju zalicza się tu trzy opisane gatunki:
- Arenicolides branchialis (Audouin & Milne Edwards, 1833)
- Arenicolides ecaudata (Johnston, 1835)
- Arenicolides grubii Claparède, 1868